# 大場ゆい
大場 ゆい（おおば ゆい、1987年6月7日 - ）は、日本の元AV女優。滋賀県出身。

## 人物
大きいお尻に定評があり、自身が「救いようのないマゾで巨根好き」とインタビューで公言している。

## 出演作品

### アダルトDVD
2012年
- 続・素人娘、お貸しします。 VOL.61（12月21日、プレステージ）※デビュー作

2013年
- 僕を誘惑する隣の綺麗なお姉さん（1月22日、プレステージ）
- ENJOY HI-SCHOOL 06（2月13日、プレステージ）
- 出張、全裸家政婦。（3月12日、プレステージ）
- 一泊二日、美少女完全予約制。 39 〜大場ゆいの場合〜（4月19日、プレステージ）
- 大場ゆいがご奉仕しちゃう♥最新やみつきエステ（5月21日、プレステージ）
- 天然成分由来 大場ゆい汁120% 大場ゆいの体液（6月21日、プレステージ）
- 大場ゆい、満足度満点新人ソープDX（7月19日、プレステージ）
- 大場ゆいを即ハメドッキリでイカせちゃいます!!（8月22日、プレステージ）
- 大場ゆい meets エスカレートしまくるドしろーとファン PRESTIGE ファン大感謝祭! バスツア〜（9月20日、プレステージ）
- 私、実は夫の上司に犯され続けてます…（10月13日、溜池ゴロー）
- 鍵を落とす人妻（11月13日、溜池ゴロー）
- 熱帯夜（12月13日、溜池ゴロー）

2014年
- 夫が出社した後は、義父といつも二人きり…。（1月25日、マドンナ）
- 大場ゆい 8時間 BEST PRESTIGE PREMIUM TREASURE（2月11日、プレステージ）※総集編
- 汚された不動産レディ 〜働く人妻が堕ちるまで…〜（2月25日、マドンナ）
- 義母の償い 〜息子へ捧げる罪滅ぼしの相姦関係〜（3月25日、マドンナ）
- 「なんでもしてくれる人妻レンタル契約」 中出しセックスいつでもOKな若妻貸し出します。（4月25日、セレブの友）
- PREMUIM STYLISH SOAP GOLD（5月7日、プレミアム）
- 女教師 禁断の中出しドキュメント（5月7日、Be Free）
- オートロックで締め出された 薄着美女が困り果てている… さてどうする?（5月10日、AKNR）
- 睨まれレイプ 人妻編 〜強がる奥さんを強制寝取り〜（5月13日、MOODYZ）
- 冗談で大人の玩具をプレゼントしたら皆にバレないように使い出したあいつ（5月22日、AKNR）
- ムチムチ誘惑パンチラ 従妹ちゃん、目のやり場に困ります…（6月1日、ワンズファクトリー）
- お義母さん4人と1日で40回も子作り（6月1日、ZUKKON/BAKKON）
- ノーパン女教師（6月7日、プレミアム）
- 目が覚めたら、妻の妹が隣に寝ていて…。（6月25日、マドンナ）
- 熟牝痴女チンポ狩り ザーメンをこよなく愛する美痴女 ガチ攻め顔騎強制飲尿 尻穴ペニバンファック!（6月25日、セレブの友）
- 早漏を溺愛する連続射精痴女（7月1日、Fitch）
- お仕事中のお姉さんは職場で制服のままM男の乳首をイジるのがお好き♥ VOL.02（7月5日、ワンズファクトリー）
- RQ 〜長身美BODYオイルFUCK!〜（7月7日、Be Free）
- 妄想がエスカレートする若妻 脳内を駆け巡るセックス妄想! 疼く敏感マンコに大好きなチンポをハメられ 快感潮吹き生中出し交尾（7月13日、セレブの友）
- 巨乳×ビキニ チアガール（7月25日、クリスタル映像）
- 緊縛奴隷孕ませオークション～美人キャビンアテンダントの肉体に喰い込む麻縄～ (8月1日、Fitch)
- 麗しのレースクィーンと性交（8月8日、ドリームチケット）
- 僕だけの女教師ペット（8月13日、溜池ゴロー）
- 自慰快楽パラノイド 7（8月13日、セレブの友）
- 真性スキモノAV女優 大場ゆい中出し3本番（8月19日、乱丸）
- 巨乳捜査官（8月21日、グローリークエスト）
- 透き通るほど色白美肌厳選絶対的美乳 お姉さんマン汁べっとり 快感ディルドオナニー!（8月25日、セレブの友）
- 大場ゆいのギャルでしようよ♥（9月19日、クリスタル映像）
- 不謹慎相姦 はれんち未亡人（9月19日、ヴィーナス）
- 「許してください」 酔いつぶれた夫が、傍で寝てるのに… 夫の同僚に嬲られて、声も出せず、快楽に堕ちる新妻（9月25日、ヒビノ）
- デカ尻マニアックス (10月1日、ワンズファクトリー)
- ねぇ、いま絶対見てたよね？ (10月3日、ワープエンタテインメント)
- 夫婦水入らずの温泉旅行…貸切りと旦那にダマされて混浴露天風呂でいきなりデカチンに囲まれた巨乳妻は、戸惑いながらも勃起したデカチン他人棒に興味津々！ 3 旦那には秘密で妊娠覚悟の生中出し！計9発！！（10月9日、ディープス）
- 大失禁。〜上品ぶってる淫乱奥様のみっともないビショ濡れ交尾〜 (10月19日、VENUS)
- 息子のエロ画像フォルダを覗く母 (10月24日、EROTICA)
- ヤリすぎほろ酔いセックス (11月7日、プレミアム)
- レズに堕ちていく私 ～一寸先はレズ地獄～ (11月7日、ビビアン)
- シスターコンプレックス (11月7日、グレイズ)
- 超高層★ガニマタ痴女タワー (11月7日、ワープエンタテインメント)

2015年
- 着衣おっぱいカフェ店員 (1月1日、MOODYZ)
- 息詰まるほどの濃厚接吻に溺れる三姉妹 近親相姦・不倫・婚前性交 (1月8日、ヒビノ)
- 快楽に理性は崩壊。（2月1日、TEPPAN）
- 神技手コキお姉さんの男潮吹きテクニック (2月1日、MOODYZ)
- 競泳水着の女 (2月5日、アキノリ)
- パンストマニアックス (3月1日、ワンズファクトリー)
- レースクィーンレズビアン～サーキットの娘たち、二人きりの撮影オフ会～ (3月7日、ビビアン)
- 縄堕ち～陵辱専用 緊縛拘束奴隷人妻 アクメ全集（3月19日、婦人社/エマニエル）
- 世界一早漏男の連続射精SEX (3月19日、ROOKIE)
- 乳首の弱い美痴女と僕が、互いに乳首を責めあいました。(4月4日、ワープエンタテインメント)
- 友達の家に遊びに行ったら、お姉さん達の大人カラダに思春期チ○ポが破裂寸前。「弟には内緒で初体験させてあげよっか♡」僕の童貞誘惑されちゃいました！(4月9日、SWITCH)
- 強制的にハイレグを着せられて辱められても何故かいつも快感に溺れてしまう美人OL（4月23日、GARCON）
- 汗尻（5月19日、TEPPAN）
- 監獄戦艦 要塞都市の洗脳改造（6月26日、ZIZ）- アリシア・ビューストレーム 役
- W美少女密着 逆3Pソープランド (7月13日、MOODYZ)
- 上司に抱かれた部下の妻 (7月25日、ながえSTYLE)
- ゲリラ豪雨でビショ濡れのマキシワンピ美女 (8月6日、ヒビノ)
- ショタ様SEX法案合法化 (8月20日、ROCKET)
- 舞ワイフ ～セレブ倶楽部～ 77 (8月20日、AROUND) ※「竹内美羽」名義
- 汗尻 Wキャスト (9月1日、TEPPAN) 共演:篠田あゆみ ※ AV OPEN 2015 エントリー作品
- 全裸オイルキャットファイト 5 ヘビー級GP2015 (9月10日、ROCKET)
- 上司の奥さんの巨尻にブチ込んだ俺 (9月24日、アキノリ)
- 奥さんの尻、たまんないね…。犯しまくってモノにしてやるよ…。 (9月25日、オーロラプロジェクトアネックス)
- OLの黒パンストに発情しちゃった俺 (10月22日、アキノリ)
- スチュワーデスin...(脅迫スイートルーム) (11月6日、ドリームチケット)
- CFNM★全身リップ（11月6日、ワープエンタテインメント）他出演：浜崎真緒、西条沙羅、永瀬里美、星野あかり、原千草、逢沢はるか、裕木まゆ
- 夫とのSEXに不満を持ち一方的に実家に帰ってきた旦那では満足できないデカ尻姉貴がスケベな鬱憤を僕に晴らしてきた。（11月13日、V＆R PRODUCE）
- 肉弾Tバック デカ尻Bomber（11月19日、Fetish Box/妄想族）
- 玩具にされて足舐め手コキで射精管理（11月19日、MEGAMI）他出演：香山美桜、紺野ひかる、源みいな、広瀬りりあ
- 淫らな言葉ぶっかけてあげるわ 官能淫語プレイ（12月15日、ジャネス）
- 絶対ノーパンパンスト宣言（12月19日、Fetish Box/妄想族）

2016年
- 不妊治療用に処方された女性用バイ○グラが効き過ぎて妹の旦那に中出しSEXを求める貞淑妻（1月1日、DOC）他出演：笹本梓、菅野さゆき
- TEPPAN未収録 滑らかで激しい極上手こき（1月1日、TEPPAN）他出演：AIKA、春原未来、青木玲、三上里穂、真野ゆりあ、有森涼、紺野ひかる、大槻ひびき、二宮沙樹、黒瀬萌衣、なごみ、友田彩也香、さとう遥希、折原ほのか、佐々木恋海、紺野まこ、みほの、柏木あおい、西川ゆい、陽木かれん、加賀美シュナ、さくらえな
- 真・時間が止まる腕時計パート5 妄想お年玉3時間スペシャル（1月8日、ROCKET）共演：夏希みなみ、藤本紫媛、早瀬ありす
- 妖艶性虐物語（1月8日、オルガ）「昭和 背徳の肉体奉仕」／「陰獣夫人」（川上ゆう 出演）を併録
- スケベな爆尻がやってくる! エロ過ぎる悩殺ヒップ（1月20日、ジャネス）
- 「ダメェ！ピチャピチャ音がでちゃう…見られて恥ずかしいのに気持ち良すぎて指が止めれないの！」激イキ指ズボオナニー4時間（2月1日、グレイズ）
- インテリ変態ビッチ秘書 知的な秘書の過激な痴態…。（2月1日、Fetish Box/妄想族）
- 匂いたつパンスト性交4時間40人（2月19日、婦人社/エマニエル）他出演：篠田あゆみ、椎名ゆな、波多野結衣、翔田千里、広瀬奈々美、高岡すみれ、春原未来、白川千織、五十嵐しのぶ、堀内秋美、桜井あゆ、二宮沙樹、千乃あずみ、風間ゆみ、牧原れい子、井上綾子、森沢かな、大槻ひびき、潮見百合子、桐岡さつき、本間千恵、高梨あゆみ、小早川怜子、高嶋ゆいか、神波多一花、蓮実クレア、水野朝陽、谷原ゆき、響りり子、尾崎佐羽、桐原あずさ、綾瀬ゆい、中山理莉、奥村瞳、工藤美紗、宮本紗央里、松嶋葵
- ガニ股ディルド騎乗位4時間40人（2月19日、婦人社/エマニエル）他出演：翔田千里、椎名ゆな、波多野結衣、華蜜さくら、綾瀬ゆい、倉持えれな、小司あん、武藤つぐみ、一之瀬すず、池上桜子、深津佳乃、三上里穂、白井ユリ、川村まや、西山あさひ、橘優花、星咲優菜、愛須心亜、野間あんな、朝桐光、桜木えみ香、高梨あゆみ、本田莉子、高岡すみれ、神波多一花、二宮沙樹、春原未来、水野朝陽、矢部寿恵、松下美香、千乃あずみ、山本美和子、大槻ひびき、桜井あゆ、長瀬涼子、青井いちご
- もっこり食い込みモデルBODYレオタード（3月1日、Fetish Box/妄想族）
- ボク×カノ×RQ（3月1日、ミル）
- 縛られた人妻～背徳の緊縛巨尻調教～（3月7日、マドンナ）
- 巨根男とパンストデカ尻女（3月19日、慧萌昂/妄想族）
- はだかの奥様（3月19日、KSB企画/エマニエル）
- ちんちんクリクリ 痴女お姉さんが射精管理してあげるっ! 気持ち良すぎる絶頂チ○コ責め8時間（3月19日、ROOKIE）他出演：希志あいの、上原果歩、穂高ゆうき、桜ここみ、成瀬心美、朝日奈あかり、蓮実クレア、相葉レイカ、椎名ゆな、天海つばさ、秋山祥子、倉多まお、新山沙弥、かすみ果穂、川菜美鈴、本城小百合、有森涼、水谷心音、小早川怜子、ティア、美神さゆり、森ななこ、小暮カレン、知花メイサ、さとう遥希、長谷川ミク、里美ゆりあ、西條るり、長谷部ゆい、立花美涼、風間ゆみ、浜崎りお、Maika、星野あかり、愛咲れいら、稲川なつめ、佐々木恋海、早乙女ルイ、波多野結衣、Hitomi、二宮沙樹、希美まゆ、前田優希、板垣あずさ、川上ゆう、JULIA、愛乃なみ、秋野千尋、浅倉愛、林ゆな、神尾舞、千乃あずみ、吉沢明歩、茉莉花みく、稀夕らら、芦名未帆、工藤美紗、水樹りさ、桜井あゆ
- 痴女おねえさんと僕のどろどろ沼セックス（3月25日、MEGAMI）他出演：広瀬りりあ、源みいな、有森涼
- 「通常射精の10倍気持ち良い?!」イッた後も勃起したままで男の潮吹きしちゃいましょう! 4時間（4月1日、Fetish Box/妄想族）他出演：浜崎真緒、篠田あゆみ、北川エリカ、かすみりさ、小早川怜子、澤村レイコ、大槻ひびき、みづなれい、川上ゆう、佳苗るか
- 長身でスタイル抜群の美人なお姉さんにねっとりと犯されたい（4月15日、ジャネス）
- 私、いつもオナニーばっかりしてるの（5月1日、Fetish Box/妄想族）
- イケメントレーナーと私のアクロバティックSEX （5月1日、プラネットプラス）
- フェラ手コキ乳首なめ されるがまま射精8時間（5月6日、h.m.p）他出演：宇佐美まい、愛須心亜、青山未来、佳苗るか
- 蛇舌なめ狂い濃密レズ交尾（5月13日、U＆K）共演：枢木みかん
- めっきりご無沙汰な欲求不満妻の家にやってきた旦那の同僚。突然のキスで拒む口とは正反対に火照りだすカラダ! 一度挿入を許したら夫を忘れて短時間でおかわりSEXを要求しハメ狂う! （5月13日、V＆R PRODUCE）他出演：桜ちなみ、西川りお、西村ニーナ
- 絶対的パンストまにあ（5月15日、ジャネス）
- スケベな匂いの愛液が溢れるガチイキ変態ディルドオナニー VOL.3（5月19日、Fetish Box/妄想族）他出演：小早川怜、乙葉ななせ、浜崎真緒、広瀬奈々美、大槻ひびき、みづなれい、川上ゆう、阿部乃みく、澤村レイコ、 成海うるみ、かすみりさ
- 完全主観でセンズリサポート 密室感がたまらない Jerk Off Instruction（5月19日、Fetish Box/妄想族）他出演：川上ゆう、浜崎真緒、夏目優希、大槻ひびき、みづなれい
- 鉄板complete 大場ゆい BEST 高身長爆尻美女の理性崩壊セックス（5月19日、TEPPAN）※ 単体ベスト
- コリコリになる敏感メンズ乳首と超ギンギンになるチ○ポ 4時間 スペシャル 2（6月19日、Fetish Box/妄想族）他出演：	蓮実クレア、浜崎真緒、神ユキ、小早川怜子、桜井あゆ、みづなれい、乙葉ななせ、澤村レイコ
- 美人女教師と美少年（6月19日、MEGAMI）
- 丸ごと！大場ゆい8時間～長身美熟女の本気イキFUCK完全収録～（6月25日、マドンナ）※ 単体ベスト
- 実録! 強姦事件簿 犯された妻 汚いゲス野郎に中出しされてしまった…（6月25日、ながえスタイル）
- デカ肉尻QUEEN 大場ゆい BEST 3時間（6月30日、ジャネス）※ 単体ベスト
- 大場ゆいと神ユキの旅ビアン（7月7日、ビビアン）
- 子どもを気遣う旦那のスローピストンでは物足りなくなった妊娠初期の欲求不満妻! 他人棒の子宮口が開くほど激しい鬼突きピストンで失神するほどイキまくり! 一度受精した卵子に再ぶっかけ中出し! （7月8日、V＆R PRODUCE）他出演：篠田あゆみ、西村ニーナ、黒崎潤
- 通ってみたいカリスマエステの性感開発～美尻エステティシャンに襲われたら～（7月19日、AMEDIA）
- ゲス不倫！人妻に旦那と電話させながらだいしゅきホールドで中出ししたった（7月25日、かぐや姫）他出演：しほのちさ、百合川さら
- スケベな匂いの愛液が溢れるガチイキ変態ディルドオナニー VOL.4（8月1日、Fetish Box/妄想族）他出演：澤村レイコ、佳苗るか、大槻ひびき、蓮実クレア、篠田あゆみ、乙葉ななせ、浜崎真緒、神ユキ、みづなれい、小早川怜子
- 男の性感開発～乳首愛撫専門でイカせる女のテク～（8月7日、MEGAMI）他出演：高倉梨奈、吹石れな、高瀬杏
- 訪問先で人妻にバイブをズブっと突っ込みその卑猥な動きにつられ激しくグラインドするバイブ尻（8月18日、アキノリ）他出演：篠田あゆみ、彩奈リナ
- 絶世の淫殺美女 大場ゆい 4時間 BEST（8月19日、Fetish Box/妄想族）※ 単体ベスト
- 力でねじ伏せ寝バック中出し!身動きとれず、生チンにイカされ種付けされる若妻 3（9月1日、かぐや姫）他出演：しほのちさ、百合川さら
- 本物の超淫乱女はフェラチオしながら猛烈にオナニーもするんです Vol.3（9月1日、Fetish Box/妄想族）他出演：佳苗るか、神ユキ、蓮実クレア、澤村レイコ、大槻ひびき、みづなれい、浜崎真緒
- 「通常射精の10倍気持ち良い?!」イッた後も勃起したままで男の潮吹きしちゃいましょう! 4時間 Part3（9月1日、Fetish Box/妄想族）他出演：仁美まどか、川上ゆう、蓮実クレア、大槻ひびき、みづなれい、広瀬奈々美、篠田あゆみ、真野ゆりあ、桜井あゆ、阿部乃みく
- 同じマンションに住む奥さんのまるで挑発するような無防備浮きブラ姿に理性崩壊！欲求不満なセックスレス妻は敏感過ぎる乳首を触られながら何度も仰け反り絶頂!（9月9日、V＆R PRODUCE）他出演：大槻ひびき、紺野ひかる、夏目レイコ
- スケベ汁ねっちょり淫語オナニー 4時間（9月19日、Fetish Box/妄想族）他出演：川上ゆう、香山美桜、篠田あゆみ、澤村レイコ、浜崎真緒、蓮実クレア、かすみりさ、北条麻妃、乙葉ななせ、小早川怜子、広瀬奈々美
- 誰かに見られて犯される。（9月23日、人妻花園劇場）
- いいのよ、私に生ハメ種付けしちゃって...。淫語で誘惑し膣内射精でイキ狂う美熟女たち（9月25日、ジャネス）他出演：篠田あゆみ、小早川怜子、川上ゆう、広瀬奈々美、北条麻妃
- 真面目で清楚っぽいって良く言われるんですけど、実は私ってすっごいスケベなんですよ（9月25日、ジャネス）
- 【迷ったらコレ!】再生して3分で即ヌケます。今まで見たAVでダントツNo1のムッチムチ巨乳＆巨尻美女がM男くんを優しくいじめる淫語連発セックス!!大場ゆい 4時間人（9月25日、ビッグモーカル）
- 人妻ディルド淫語オナニー 8人（9月25日、かぐや姫）他出演：桐島美奈子、白石みお、尾上若葉、真名瀬りか、百合川さら、しほのちさ、前田のの
- 拝啓、お爺ちゃん。（10月20日、グローリークエスト）
- 優しく見つめてしゃぶって欲しい 感情移入しやすさ100％の主観フェラ（10月25日、痴ロモン/妄想族）他出演：有村千佳、みづなれい、真野ゆりあ、かすみりさ、浜崎真緒、佳苗るか
- 親戚のおばさん 大場ゆい 30歳（11月7日、熟女画報社）
- ちん潮スプラッシュ 男の潮吹きメガMAX 4時間（12月1日、Fetish Box/妄想族）他出演：佳苗るか、桜井あゆ、北川エリカ、北条麻妃、夏目優希、澤村レイコ、小早川怜子、小西まりえ、結城みさ、栗林里莉、川上ゆう、友田彩也香
- 大胆おっぱい挑発！美乳・巨乳コレクション!! （12月8日、アロマ企画）他出演：浜崎真緒、彩奈リナ、加納綾子、里美まゆ、羽月希、早川瑞希、成宮いろは、北川エリカ
- いつもは高飛車な女上司はほろ酔い状態になるとパンスト穿きながら馬乗り生挿入! 欲求不満過ぎて自ら激しいピストン何度も勝手に絶頂!（12月9日、V＆R PRODUCE）他出演：神納花、大槻ひびき、唯川みさき
- AV女優 裸コレクション 第三弾（12月9日、アロマ企画）他出演：水野朝陽、二階堂ゆり、浜崎真緒、吹石れな、江上しほ、荻野舞、若槻みづな、夏目レイコ、日向あいり、柊木なな、村上涼子、蓮実クレア、美泉咲、加納綾子、羽月希、大槻ひびき、紺野ひかる、雨音わかな
- 指一本触れずに僕を発射へ追い込むお姉さんのエロい囁きとチラリズム その4（12月13日、アロマ企画）他出演：成宮いろは、南希海、阿部乃みく、水原さな、Maika、大槻ひびき、波多野結衣
- VIVA! 女豹の尻（12月13日、アロマ企画）他出演：神ユキ、峰エリ、北川エリカ、羽月希、彩奈リナ、早川瑞希、夏希のあ、矢吹リカ、北村玲奈、神納花
- 肉弾尻コキ射 最高の巨尻でコスって神発射（12月25日、ジャネス）他出演：篠田あゆみ、小早川怜子、長谷川夏樹、蓮実クレア、大槻ひびき、仁美まどか、浜崎真緒
- 手コキのセンセ。思わず体がエビ反るヤミツキ乳首責めでつゆだくガマン汁がドバドバ確実の12人4時間（12月25日、ビッグモーカル）他出演：川上ゆう、神ユキ、蓮実クレア、みづなれい、かすみりさ、佳苗るか、夏希みなみ、仁美まどか、澤村レイコ、浜崎真緒、香山美桜

2017年
- もう死んだってかまわない! 超ラッキーの連続で巻き起こるスケベ過ぎる一日! 鼻血が止まらないくらいの夢のエロハプニング続出! 8（1月7日、ゴールデンタイム）他出演：広瀬うみ、碧しの、白桃心奈、篠宮ゆり、宮前桜、通野未帆、柊木なな、阿部乃みく、美月あおい、今井まい
- 突然パンチラで挑発されてこっそりシゴいちゃった僕。その12（1月13日、アロマ企画）他出演：羽月希、早川瑞希、宮沢ゆかり、七菜原ココ、前田のの
- 焦らされて昇天！！ スローオイル手コキ 2（1月13日、アロマ企画）他出演：美泉咲、二宮莉央、彩奈リナ、七瀬ひなた
- 義父に中出しされる嫁（1月25日、ドリームステージ）
- 尿道スローフェラ（2月13日、アロマ企画）他出演：葵千恵、河音くるみ、早川瑞希、北村玲奈、真田美穂、沙藤ユリ、堀内秋美
- 変態快楽トリップ！肉びらグイ込みレオタードオナニー（2月13日、痴ロモン/妄想族）他出演：仁美まどか、蓮実クレア、大槻ひびき、澤村レイコ、北川エリカ、小早川怜子
- 夫公認！妻が寝取られた（2月13日、ながえスタイル）他出演：黒木唯香、澤村レイコ
- お尻大好きしょう太くんのHなイタズラ（2月16日、グローリークエスト）
- 肉感巨尻ディルドオナニー（3月14日、ジャネス）他出演：神ユキ、夏希みなみ、長谷川夏樹、篠田あゆみ、浜崎真緒、川上ゆう
- うちの妻が寝取られました。 スリルに濡れるヤリマン発情妻（5月13日、アクアモール/エマニエル）
- 【顧客満足100％】究極のサービスがある風俗店を紹介! 究極のサービス『ハメチオ』が売りの二輪車、三輪車は当たり前の中出しソープランド。（5月13日、EROTICA）共演：斉藤みゆ、涼川絢音、葵千恵、桃瀬ゆり
- マゾエステ 快楽エステティシャンの特別な施術 02（8月19日、Fetish Box/妄想族）他出演：羽田璃子、羽生ありさ

2018年
- ながえSTYLE厳選女優 すけべな尻 大場ゆいラスト（9月25日、ながえスタイル）※ 単体ベスト
- まるっと! 大場ゆい（10月1日、プラネットプラス）（『はだかの奥様』と『イケメントレーナーと私のアクロバティックSEX』の2作を完全収録）